# شفيق حنضل
شفيق جورج حنضل (بالإسبانية: Schafik Hándal) (14 أكتوبر 1930 م -24 يناير2006)، سياسي سلفادوري، ولد في أسولوتان بالسلفادور، وهو ابن لمهاجرين فلسطينيين من بيت لحم.

## حياته
ما بين عام 1973 وعام 1994، كان يحتل منصب السيكرتير العام للحزب الشيوعي في إلسلفادور، وقد كان يؤمن حينها بأن الوصول إلى السلطة يكون عبر صناديق الاقتراع بديلاً عن الكفاح العسكري في إلسلفادور.
إلا أنه بعد مرتين من الانتخابات التي دارت مزاعم حول تزويرها في 1972 م و 1977 م- وبالرغم من التدخل من قبل الحزب الشيوعي في كوبا- أصبح حنضل مقتنعاً بأن النظام العسكري الديكتاتوري لا يمكن هزيمته من خلال الانتخابات. ومن منطلق كونه قيادياً في حرب عصابات في أواخر السبعينيات وأوائل الثمانينيات، فقد كان عضواً في جبهة فارابوندو مارتي للتحرير الوطني (FMLN) والتي تشكلت من خمس قوى معارضة في السلفادور.
على إثر اتفاقية السلام عام 1992 والتي وضعت حداً للصراع في البلاد، فقد تحولت جبهة فارابوندو مارتي من جيش حرب عصابات إلى حزب سياسي، وبات حنضل يشغل منصب المنسق العام للحزب. عام 1997 انتخب حنضل للجمعية التشريعية السلفادورية، حيث قاد هناك كتلة حزب جبهة فارابوندو مارتي للتحرير الوطني.
كان حنضل هو مرشح جبهة فارابوندو مارتي للتحرير الوطني في الانتخابات الرئاسية السلفادورية في 21 مارس2004 م، حملته الانتخابية تضمنت توجهات يسارية لكنها أيضاً دعت إلى علاقات صداقة مع الولايات المتحدة الأمريكية، ولكنه خسر الأنتخابات أمام رئيس الحزب الحاكم المحافظ، أنطونيو سقا -والذي ينحدر أيضاً من أصل فلسطيني من بيت لحم- بنسبة 58% إلى 36%. وذلك في انتخابات شهدت نسبة إقبال على الاقتراع بلغت 70%.
مات حنضل بعد نحو سنتين من خسارته في الانتخابات، في 24 يناير 2006، بسبب نوبة قلبية. حيث فقد وعيه في مطار كومبالا إثر رجوعه من بوليفيا، حيث كان قد حضر حفل تولي الرئيس إيفو موراليس مقاليد السلطة.

## وصلات خارجية
- شفيق حنضل على موقع الموسوعة البريطانية (الإنجليزية)
- شفيق حنضل على موقع مونزينجر (الألمانية)